# Thottea penitilobata
Thottea penitilobata är en piprankeväxtart som beskrevs av Ding Hou. Thottea penitilobata ingår i släktet Thottea och familjen piprankeväxter. Inga underarter finns listade i Catalogue of Life.